# René Fuchs
Pour les articles homonymes, voir Fuchs.
René Fuchs est un footballeur et entraîneur français, né le 31 octobre 1928 à Longeville-lès-Metz (Moselle) et mort le 8 janvier 1982 à Noisseville.

## Biographie
Formé au club, ce défenseur polyvalent a réalisé toute sa carrière professionnelle au FC Metz, de 1949 à 1963, disputant 326 matchs toutes compétitions confondues sous le maillot grenat, dont 201 matchs en première division. 
Après sa retraite sportive en 1963, il intègre l'encadrement du club et devient notamment l'entraineur de l'équipe réserve. Lors de la saison 1967-1968, il rejoint Max Schirschin sur le banc. En 1970, il prend la suite de Pierre Flamion et occupe le banc un peu plus d'une saison.